# Anthospermum ericifolium
Anthospermum ericifolium är en måreväxtart som först beskrevs av Martin Heinrich Karl von Lichtenstein, Johann Jakob Roemer och Schult., och fick sitt nu gällande namn av Carl Ernst Otto Kuntze. Anthospermum ericifolium ingår i släktet Anthospermum och familjen måreväxter. Inga underarter finns listade i Catalogue of Life.